# En kærlighedshistorie (film fra 1970)
En kærlighedshistorie er en svensk spillefilm fra 1970 skrevet og instrueret af Roy Andersson. Den har blandt andre Ann-Sofie Kylin, Rolf Sohlman og Anita Lindblom i hovedrollerne. 
Filmen var Anderssons spillefilmdebut og blev en kæmpe succes i både Sverige og udlandet. Den vandt en Guldbagge for bedste film.

## Handling
To teenagere forelsker sig i løbet af sommeren, på trods af kyniske og misbilligende forældre, der afviser deres forhold som intet andet end ung kærlighed.

## Medvirkende (i udvalg)
- Ann-Sofie Kylin som Annika Hellberg
- Rolf Sohlman som Pär
- Björn Andrésen som Pärs ven
- Anita Lindblom som Eva
- Bertil Norström som John Hellberg
- Margreth Weivers som Elsa Hellberg
- Tommy Nilsson som Roger Hellberg